# Jeremy Brockie
Jeremy Brockie (ur. 7 października 1987 w Christchurch) – nowozelandzki piłkarz grający na pozycji napastnika.

## Kariera klubowa
Karierę piłkarską Brockie rozpoczął w klubie Nelson Suburbs, grającym w jednej z niższych lig Nowej Zelandii. W 2004 roku odszedł do Canterbury United i w jego barwach zadebiutował w New Zealand Football Championship, czyli półprofesjonalnej lidze nowozelandzkiej. W 2005 roku zajął z nim 4. miejsce w tabeli, a po sezonie odszedł do New Zealand Knights, grającego w australijskiej A-League. W klubie tym przez pół roku zaliczył cztery trafienia, ale już w 2006 roku wrócił do Canterbury United i dokończył w jego barwach sezon 2005/2006 (drużyna zajęła 3. lokatę). Latem 2006 Jeremy znów postanowił spróbować swoich sił w Australii i został zawodnikiem Sydney FC, ówczesnego mistrza kraju. Nie zdołał jednak przebić się do pierwszej jedenastki i po rozegraniu 8 spotkań w całym sezonie wrócił do ojczyzny. Od sezonu 2007/2008 zaczął występować w zespole Hawke’s Bay United. Latem 2008 przeszedł do Team Wellington, ale rozegrał tam tylko jedno spotkanie. W 2009 roku został piłkarzem North Queensland Fury.
| Sezon   | Klub                  | Kraj          | Rozgrywki | Mecze | Bramki |
| ------- | --------------------- | ------------- | --------- | ----- | ------ |
| 2004/05 | Canterbury United     | Nowa Zelandia | NZFC      | 17    | 1      |
| 2005/06 | New Zealand Knights   | Australia     | A-League  | 12    | 4      |
| 2005/06 | Canterbury United     | Nowa Zelandia | NZFC      | 6     | 2      |
| 2006/07 | Sydney FC             | Australia     | A-League  | 8     | 0      |
| 2007/08 | Hawke’s Bay United    | Nowa Zelandia | NZFC      | 15    | 3      |
| 2008/09 | Team Wellington       | Nowa Zelandia | NZFC      | 1     | 0      |
| 2009/10 | North Queensland Fury | Australia     | A-League  | 1     | 0      |

## Kariera reprezentacyjna
W reprezentacji Nowej Zelandii Brockie zadebiutował 19 lutego 2006 roku w wygranym 1:0 towarzyskim spotkaniu z Malezją, gdy wszedł na boisko w 70. minucie meczu. Od tamtego roku zaczął również występować w kadrze U-20. W 2008 roku został powołany do niej na Igrzyska Olimpijskie w Pekinie. W pierwszym spotkaniu z Chinami (1:1) zdobył gola.